# Vattenfall
Vattenfall è un'azienda svedese produttrice di energia elettrica.

## Descrizione
Oltre che per la Svezia, produce energia per la Danimarca, Finlandia, Germania, Paesi Bassi e Regno Unito. È la quarta maggiore fornitrice di energia elettrica in tutta Europa. All'anno finanziario 2021 contava 13 milioni di clienti tra i vari mercati serviti.
Il nome della compagnia significa "cascata" in Svedese, ed è l'abbreviazione del nome originale Kungliga Vattenfallstyrelsen.
È una delle maggiori società che, pur essendo stata liberalizzata per volontà dell'Unione europea, è rimasta di proprietà statale (come la EDF in Francia).

## Storia
Vattenfall (originalmente Kungliga Vattenfallstyrelsen) fu fondata nel 1909, come compagnia di proprietà statale.
Il 1º novembre 2020 Anna Borg, l'ex direttrice per i mercati nordici di Klarna, divenne la nuova amministratrice delegata.